# Jean-Désiré Sikely
Jean-Désiré Sikely (Grand-Lahou, Costa de Marfil, 27 de enero de 1951) es un exfutbolista y político de Costa de Marfil que jugaba en la posición de delantero centro.

## Carrera

### Club
| Periodo   | Club                   |
| --------- | ---------------------- |
| 1969-1972 | USLL 1er Canton        |
| 1972-1975 | Olympique de Marseille |
| 1975-1978 | SC Toulon              |
| 1978-1979 | Olympique de Marseille |
| 1979-1980 | FC Martigues           |
| 1980-1983 | Montpellier HSC        |
| 1983-1985 | FC Sète                |

### Selección nacional
Jugó para Costa de Marfil en cuatro ocasiones de 1984 a 1985 y participó en la Copa Africana de Naciones 1984.

## Política
El 20 de agosto de 2003 crea la agrupación política Movimiento Ecologista Marfileño (en francés: Mouvement écologique ivoirien) (MEI) como su fundador y después sería presidente de la agrupación.